# Wesmaelius kaszabi
Wesmaelius kaszabi är en insektsart som först beskrevs av Steinmann 1965.  Wesmaelius kaszabi ingår i släktet Wesmaelius och familjen florsländor. Inga underarter finns listade i Catalogue of Life.